# Rhizophlyctis chitinophila
Rhizophlyctis chitinophila är en svampart som först beskrevs av Karling, och fick sitt nu gällande namn av Frederick K. Sparrow 1960. Rhizophlyctis chitinophila ingår i släktet Rhizophlyctis och familjen Spizellomycetaceae.   Inga underarter finns listade i Catalogue of Life.